# Sericominolia stearnsii
Sericominolia stearnsii is een slakkensoort uit de familie van de Trochidae. De wetenschappelijke naam van de soort is voor het eerst geldig gepubliceerd in 1895 door Pilsbry.